# Nena Live
Nena Live ist das erste Livealbum der deutschen Sängerin Nena. Es wurde am 9. Mai 1995 von RMG veröffentlicht. Es konnte sich nicht in den Charts platzieren.

## Entstehung
Das Album ist eine Produktion vom deutschen Musikproduzenten und ehemaligen Mitglied der Nena-Band Jürgen Dehmel, welcher die Auftritte der „Bongo Girl Tour“ von „Deutsche Welle TV Berlin“ vom 30. März 1993 in Neu Isenburg im Luna Park Studio in Berlin bearbeitete und mixte. Beim Auftritt übernahm Nena den Gesang, Tony Bruno und Mike Tait die Gitarre, Bruno Ravel den Bass, Derek von Krogh die Keyboards und Van Romaine das Schlagzeug.

## Rezeption
Das Album bekam überwiegend negative Kritik. Allmusic bewertet es nur mit zwei von fünf möglichen Sternen, starpulse.com vergab gerade einmal 1,5.

## Titelliste

### Disk 1
| #   | Titel                            | Länge |
| --- | -------------------------------- | ----- |
| 1.  | 99 Luftballons (Live)            | 6:15  |
| 2.  | Nur geträumt (Live)              | 4:30  |
| 3.  | ? (Fragezeichen) (Live)          | 4:54  |
| 4.  | Vollmond (Live)                  | 4:32  |
| 5.  | Satellitenstadt (Live)           | 5:38  |
| 6.  | Rette mich (Live)                | 4:40  |
| 7.  | Leuchtturm (Live)                | 2:58  |
| 8.  | Lass mich dein Pirat sein (Live) | 6:06  |
| 9.  | Wunder gescheh’n (Live)          | 6:58  |
| 10. | Weißes Schiff (Live)             | 5:51  |

### Disk 2
| #  | Titel                                        | Länge |
| -- | -------------------------------------------- | ----- |
| 1. | Manchmal ist ein Tag ein ganzes Leben (Live) | 10:43 |
| 2. | Der Anfang vom Ende (Live)                   | 4:04  |
| 3. | Ganz oben (Live)                             | 0:52  |
| 4. | Was dann (Live)                              | 3:14  |
| 5. | Ohne Ende (Live)                             | 4:14  |
| 6. | Con Bongo (Live)                             | 0:48  |
| 7. | Conversation (Live)                          | 4:32  |
| 8. | Weit über den Ozean (Live)                   | 4:33  |
| 9. | Ich kann nich' mehr (Live)                   | 11:30 |
| 8. | Jetzt ist diese Show zu Ende (Live)          | 2:57  |